# 失邻
失邻（?—?），元朝公主，元宪宗蒙哥之女，斡兀立·秃忒迷皇后所生长女。
失邻嫁给了弘吉剌部斡勒忽讷氏的首领术真伯（又称扎兀儿薛禅），术真伯是泰出驸马之子、成吉思汗的母亲訶額侖的外甥的驸马。泰出驸马娶成吉思汗和孛儿帖所生幼女阿勒塔伦（按塔伦）。失邻死后，术真伯又娶失邻的妹妹必赤合。